# 나바호 네이션
나바호 네이션(영어: Navajo Nation, 나바호어: Naabeehó Bináhásdzo)은 미국 애리조나, 유타, 뉴멕시코주에 걸쳐 위치한 미국에서 가장 큰 원주민 보호구역이자 부족 자치정부의 이름으로, 관할 면적이 71,000 km2에 이르러 미국의 주 중 10개보다 더 넓다. 2010년 기준 나바호족으로 등록된 332,129명의 부족 인구 중 173,667명이 나바호 네이션 영내에 거주하고 있다.
멕시코-미국 전쟁 이후 1848년 이곳의 뉴멕시코 준주 영토를 획득한 미국은 1864년 이 지역에 살던 9천 명의 나바호족을 300마일 떨어진 뉴멕시코의 포트 섬너로 걸어서 강제이주시켰으나 1868년 나바호족과 조약을 맺어 원 거주지에 보호구역을 성립시키고 귀환하게 했다. 성립 당시 북쪽 경계선은 북위 37도, 남쪽 경계는 포트디파이언스로 정해져 있었으나, 이후 나바호 네이션은 여러 차례 확장을 거쳐 현재의 큰 영토를 이루게 되었다. 미국의 인디언 보호구역 중 나바호 네이션과 같이 부족의 전통적 거주 지역과 오늘날의 보호구역의 위치가 대략 일치하는 경우는 흔하지 않다.
호피족의 호피 보호구역은 나바호 네이션의 내부에 둘러싸여 있으며 1974년 재이주 협정이 맺어지기 전까지 둘 사이에 영토분쟁이 있었다. 뉴멕시코주에 위치한 동쪽 영토는 나바호족과 비원주민들 간의 토지 소유권 분쟁으로 인해 현재 법적으로 귀속이 불분명한 지대이며, 흔히 "체커보드 구역"으로 지칭된다.

## 같이 보기
- 나바호족
- 나바호어
- 인디언 보호구역